# (38417) 1999 RN218
1999 RN218 (asteroide 38417) é um asteroide da cintura principal. Possui uma excentricidade de 0.11859120 e uma inclinação de 12.52559º.
Este asteroide foi descoberto no dia 4 de setembro de 1999 por CSS em Catalina.